# Blackburnium rhinoceros
Blackburnium rhinoceros är en skalbaggsart som beskrevs av Macleay 1864. Blackburnium rhinoceros ingår i släktet Blackburnium och familjen Bolboceratidae. Inga underarter finns listade.